# Ngastemi
Ngastemi is een bestuurslaag in het regentschap Mojokerto van de provincie Oost-Java, Indonesië. Ngastemi telt 3691 inwoners (volkstelling 2010).